# Abudefduf taurus
Abudefduf taurus là một loài cá biển thuộc chi Abudefduf trong họ Cá thia. Loài này được mô tả lần đầu tiên vào năm 1848.

## Từ nguyên
Từ định danh taurus trong tiếng Latinh có nghĩa là "bò đực", không rõ hàm ý đề cập đến điều gì.

## Phạm vi phân bố và môi trường sống
A. taurus được biết đến ở cả hai bờ Đại Tây Dương. Ở bờ tây, loài này được tìm thấy từ phía nam bang Florida) trải dài đến Bahamas, phía nam vịnh Mexico và khắp vùng biển Caribe; ở bờ đông, chúng được ghi nhận tại đảo quốc Cabo Verde, và dọc theo bờ biển Tây Phi từ Sénégal đến Angola, bao gồm São Tomé và Príncipe.
Loài này sống gần những rạn san hô và bãi đá ngầm ven bờ, hoặc trong các hồ thủy triều ở độ sâu đến ít nhất là 5 m.

## Phân loại học
A. taurus cùng hai loài là Abudefduf concolor và Abudefduf declivifrons hợp thành một nhóm gọi là "nhánh taurus". Campbell và các cộng sự cho biết, dựa vào bằng chứng di truyền phân tử, A. taurus đã hình thành loài khác vùng, được chia thành hai quần thể là Đông và Tây Đại Tây Dương, hoặc có lẽ là một phức hợp loài. Danh pháp đặt cho quần thể đông Đại Tây Dương chưa có sẵn, nếu chúng được công nhận là một loài riêng biệt.

## Mô tả
A. taurus có chiều dài cơ thể tối đa được ghi nhận là 25 cm. Cơ thể có màu nâu nhạt hoặc nâu phớt vàng với 5 dải sọc dày màu nâu sẫm kéo dài xuống bụng (dải thứ 6 khá mờ, thường nằm cuống đuôi). Một đốm đen lớn trên gốc vây ngực.
Số gai ở vây lưng: 13; Số tia vây ở vây lưng: 11–12; Số gai ở vây hậu môn: 2; Số tia vây ở vây hậu môn: 10–11.

## Sinh thái học
Thức ăn của A. taurus chủ yếu là tảo, nhưng cá trưởng thành còn ăn cả san hô của chi Zoanthus và thủy tức; cá con thì ăn các loài giáp xác chân chèo. Cá đực có tập tính bảo vệ và chăm sóc trứng.
Loài này không có giá trị đáng kể, chủ yếu được khai thác trong nghề đánh bắt thủ công và được bán trong chợ cá.